# John von Neumann
John von Neumann, właściwie János Lajos Neumann (ur. 28 grudnia 1903 w Budapeszcie, zm. 8 lutego 1957 w Waszyngtonie) – węgiersko-amerykański naukowiec pochodzenia żydowskiego; matematyk, informatyk, fizyk i inżynier chemik.
W matematyce Von Neumann zajmował się zarówno badaniami czystymi, jak i stosowanymi. Był głównym twórcą teorii gier i teorii automatów komórkowych, a jako fizyk matematyczny:
- stworzył formalizm matematyczny mechaniki kwantowej;
- uczestniczył w projekcie Manhattan;
- przyczynił się do rozwoju numerycznych prognoz pogody.

Uczonego upamiętnia nazwa nagrody naukowej – Medal Johna von Neumanna ustanowiony w 1990 roku przez międzynarodową organizację inżynierską IEEE.

## Życiorys

### Pochodzenie i młodość
John von Neumann urodził się 28 grudnia 1903 roku w Budapeszcie jako Margittai Neumann János Lajos, w czasie pobytu w Niemczech nazywał się Johann von Neumann, dziś znany jest jednak przede wszystkim pod swym amerykańskim imieniem John.
János Neumann pochodził z bankierskiej rodziny żydowskiej. Jako dziecko odznaczał się niezwykłymi umiejętnościami. Jako sześciolatek potrafił np. szybko dzielić w pamięci ośmiocyfrowe liczby. Posiadał fotograficzną pamięć, która pozwalała mu po krótkim spojrzeniu na stronę książki cytować dokładnie jej zawartość. Uczęszczał wraz z rok starszym Eugene Wignerem do Budapesti Evangélikus Gimnázium. Nauczycielem matematyki obu był László Rátz. János był wybitnie zdolnym uczniem, pierwszy artykuł matematyczny opublikował w wieku 17 lat.

### Studia i badania
Po uzyskaniu matury studiował na kilku europejskich uniwersytetach (ETH Zürich, Uniwersytety: Budapeszt, Getynga, Hamburg, Berlin). W latach 1926–1930 był najmłodszym docentem na uniwersytecie Humboldta w Berlinie. Jesienią 1929 został zaproszony przez Oswalda Veblena do Princeton New Jersey, dokąd w 1930 wyjechał, i rozpoczął pracę naukową na Uniwersytecie Princeton. Od 1933 roku objął profesurę matematyki na nowo założonym, elitarnym Institute for Advanced Study. Innym znanym wykładowcą tego instytutu był Albert Einstein.
John von Neumann wniósł znaczący wkład do szeregu dziedzin matematyki m.in. logiki matematycznej, teorii mnogości, analizy matematycznej, udowodnił twierdzenie min-max. W 1944 roku napisał razem z Oskarem Morgensternem The Theory of Games and Economic Behavior, pionierską w dziedzinie teorii gier. Von Neumann był też autorem pierwszej matematycznie przemyślanej książki z mechaniki kwantowej. Był też jednym z pionierów informatyki.
Od 1943 roku uczestniczył również w projekcie Manhattan, w ramach którego zbudowano pierwszy efektywnie funkcjonujący reaktor atomowy oraz pierwszą bombę atomową. Z tego czasu pochodzą takie odkrycia, jak powstanie pierwszej metody numerycznej rozwiązania hiperbolicznych równań różniczkowych cząstkowych i rozwój architektury komputerowej zwanej architekturą Von Neumanna, która została opisana w 1945 w książce First Draft of a Report on the EDVAC.
W 1956 roku otrzymał nagrodę Amerykańskiego Towarzystwa Meteorologicznego za wkład do nauki o meteorologii i rozwój szybkich komputerów elektronicznych do zastosowań meteorologicznych i kierownictwo w stworzeniu grupy naukowej, która opracowała pierwszą numeryczną prognozę pogody.

### Życie prywatne
Profesor John von Neumann był prywatnie wesołym, lubiącym towarzystwo człowiekiem. Był dwukrotnie żonaty (Mariette Kovesi i Klara Dan), miał jedną córkę (Marina). W jego domu w Princeton odbywały się słynne Princeton-Parties, które znane były z dużej ilości pitego alkoholu.

### Inne wydarzenia
Oprócz pracy naukowej von Neumann był też aktywny politycznie. Przed zrzuceniem bomby atomowej na Japonię należał do Target Committee, który współdecydował o wyborze celu bomb. Von Neumann proponował zrzucenie bomby na Kioto – miasto to jest dla Japończyków ważnym centrum religijnym. Brał też udział w projektach rakiet balistycznych oraz w projekcie budowy bomby wodorowej.
Von Neumann zmarł 8 lutego 1957 roku po przewlekłej, pełnej cierpień chorobie w Walter Reed Hospital na raka trzustki.

## Kalendarium
- 1925 – otrzymał tytuł bakałarza w dziedzinie inżynierii chemicznej
- 1926 – otrzymał stopień doktora nauk matematycznych na Uniwersytecie w Budapeszcie
- 1930 – wyemigrował do Stanów Zjednoczonych
- 1932 – opublikował książkę Mathematische Grundlagen der Quantenmechanik (Matematyczne podstawy mechaniki kwantowej), rozwijając aparat przestrzeni Hilberta w zastosowaniu do mechaniki kwantowej
- 1937 – nadano mu obywatelstwo Stanów Zjednoczonych
- 1944 – opublikował wraz z Oskarem Morgensternem książkę Theory of Games and Economic Behavior (Teoria gier i zachowania ekonomicznego), kładąc tym samym podwaliny pod rozwój teorii gier
- 1945 – opublikował książkę: First Draft of a Report on the EDVAC, opisującą architekturę von Neumanna
- 1945 – skonstruował program realizujący algorytm sortowania przez scalanie na komputerze EDVAC[4]
- 1950 - został członkiem zagranicznym Królewskiej Holenderskiej Akademii Sztuk i Nauk[5]
- 1956: Nagroda Enrica Fermiego[6]